# La derrota de Sísara
La derrota de Sísara es una pintura al óleo sobre lienzo de Luca Giordano, realizada en 1692 y se ubica en el Museo del Prado.
Esta pintura es parte de un par de bocetos que el artista ejecutó en previsión de la decoración de la iglesia de Santa María Donnaromita en Nápoles. Pero los dejó sin terminar debido a su partida a España para decorar unas bóvedas en el Monasterio de El Escorial en 1692, siendo completadas por dos de sus estudiantes: Simonelli y Cenatempio.
La iconografía de la obra está tomada del Antiguo Testamento, que narra las luchas entre los israelitas y Sísara, general del ejército de Canaán, posiblemente cerca de la localidad de Daberat,y cómo la profetisa Débora acompañó a Barac, comandante de Israel, a la victoria y dispersión del ejército de Sísara. Posteriormente sería asesinado por la heroína Yael con un enorme clavo en la cabeza.
La pintura refleja el instante en el que Sísara huye y abandona a sus tropas en el río Cishon.